# Bethanie
Bethanie (en alemán Bethanien, en inglés Bethany, en khoekhoe, ǀUiǂgandes) es una localidad namibia en la región de Karas. Fundada en 1804 por la Sociedad Misionera de Londres con el nombre de Betania, en ella el pastor Heinrich Schmelen construyó una iglesia que hoy en día se considera en edificio más antiguo de Namibia. En 1883 comenzaría allí la colonización alemana de Adolf Lüderitz.

## Situación
Está situada a orillas del río Konkiep y al pie de la meseta de Hanami (Schwarzrand). Es la capital del valle de Betania, una zona agrícola tradicional de Namibia beneficiada por una importante red de manantiales.

## Historia
Fue fundada como una estación misionera en 1814 por JH Schmelen y abandonada cinco años más tarde. En 1840 el misionero H. Kleinschmidt (yerno del fundador), la reabrió. La casa-templo de Schmelen se considera la más antigua de Namibia.
Bethanie y las tierras del valle son también un asentamiento histórico de un clan del pueblo nama. En 1894 la ciudad alojó un destacamento de tropas coloniales alemanas. Cuando en 1904 se desató la guerra entre alemanes y las etnias herero y nama, los clanes de estos últimos asentados en Bethanie no se unieron a sus pares en el combate a los europeos.
A finales del siglo XX había unos 2000 residentes en Bethanie. La ciudad contaba con tiendas, un hotel y escuelas. El distrito de Bethanie es la sede de la industria Karakul especializada en productos agropecuarios.

## Galería de imágenes

Bethanie
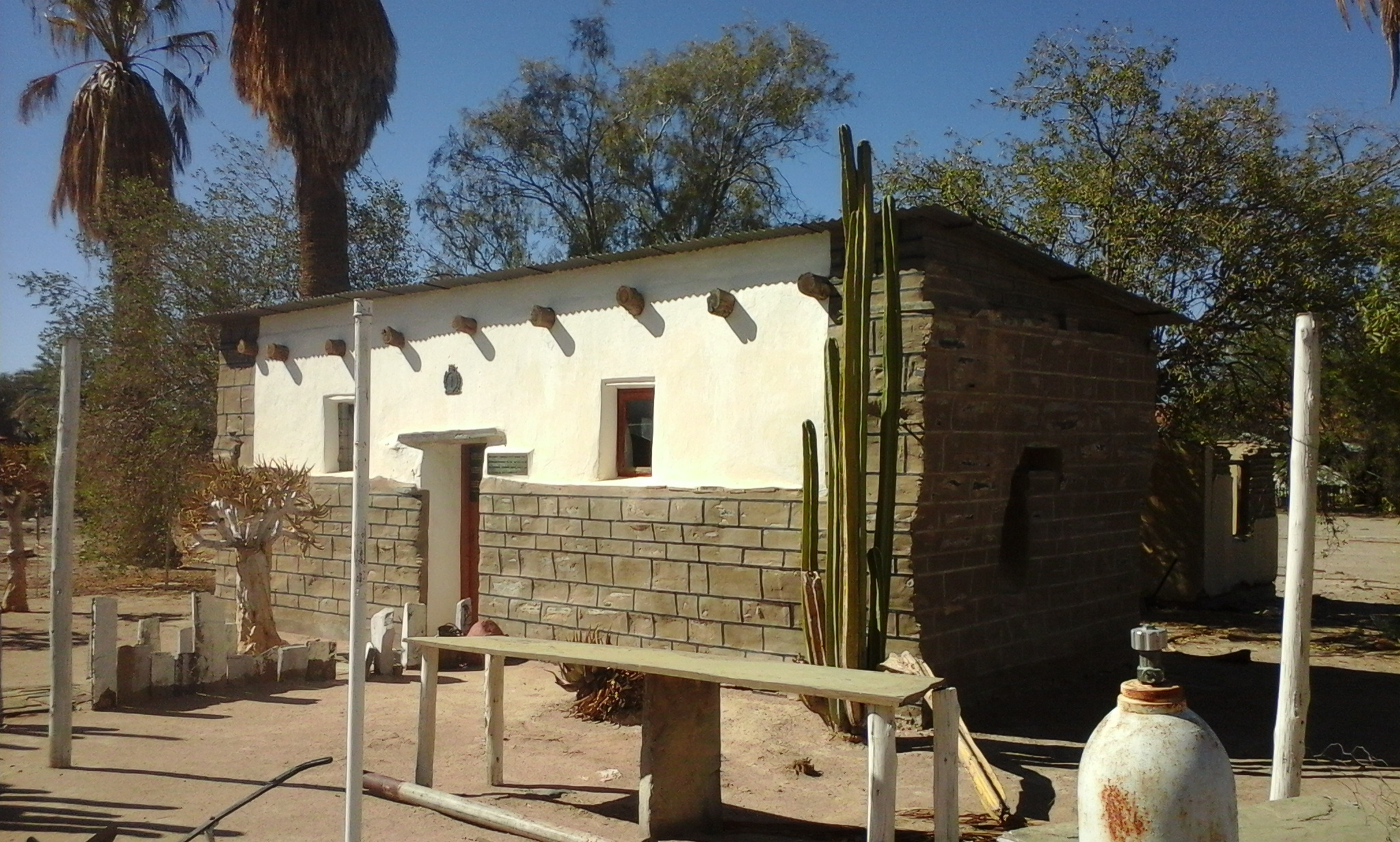
Casa del misionero Heinrich Schmelen en Bethanie, considerada la más antigua de Namibia.
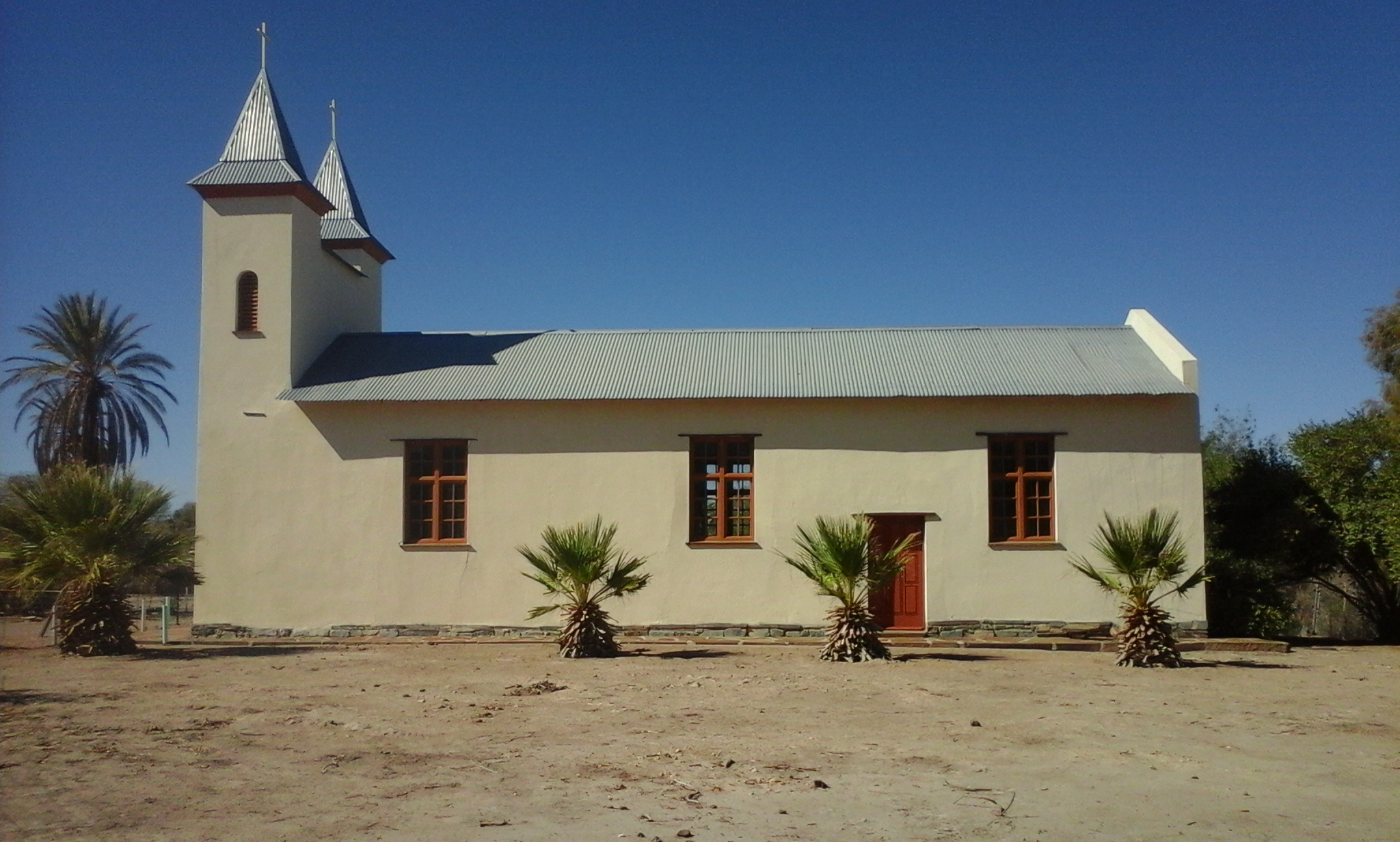
Templo misionero cristiano en Bethanie, Nigeria.
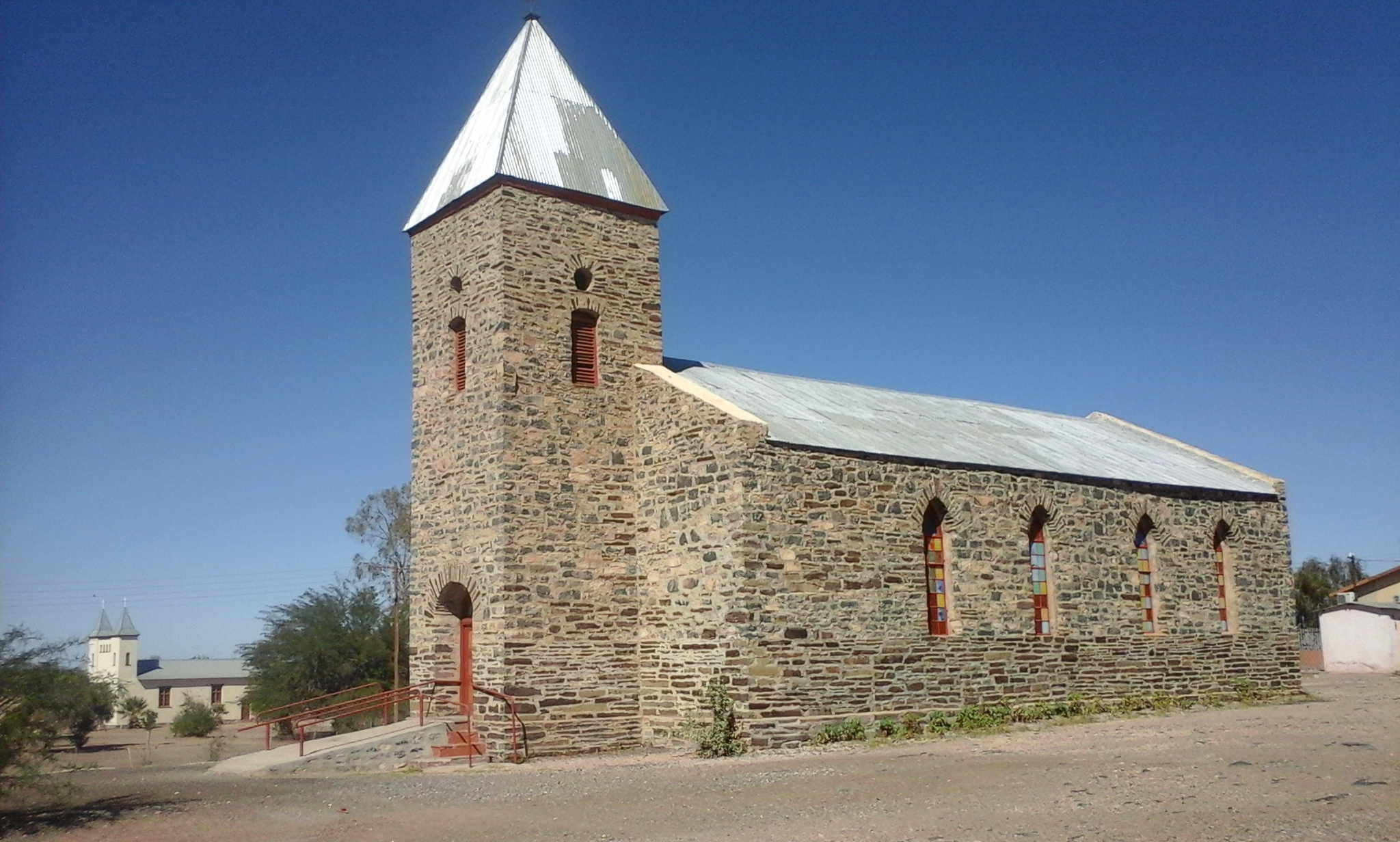
Templo  luterano de  Bethanie, construido en 1899. La iglesia de la misión está al fondo
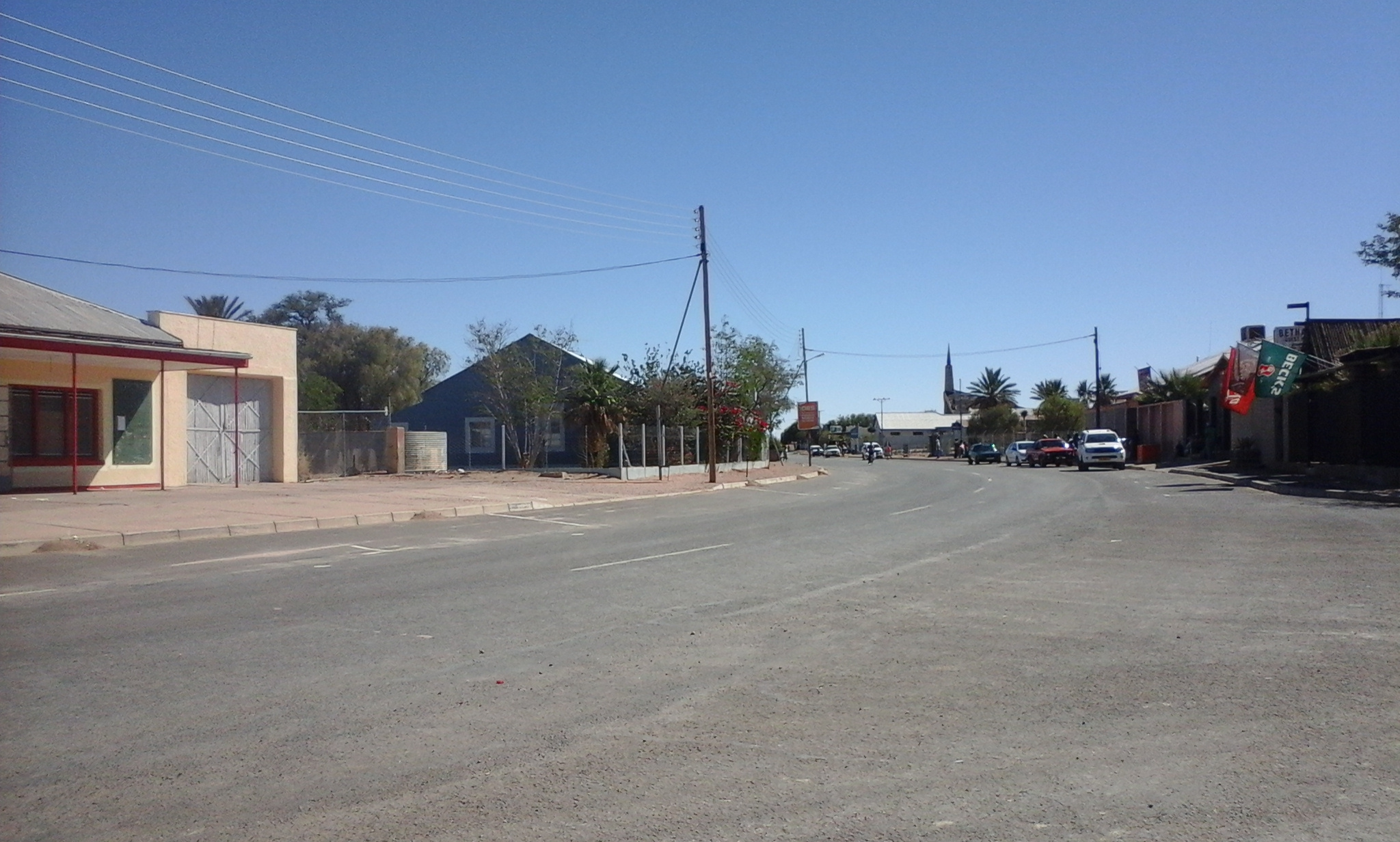
Carretera principal de Bethanie en Namibia en abril de 2016